# Luis Paulo Supi
Luis Paulo Supi est un joueur d'échecs brésilien né le 25 juin 1996 à Catanduva.
Au 1er mai 2022, il est le premier  joueur brésilien avec un classement Elo de 2 590 points.

## Biographie et carrière
Grand maître international depuis 2018, Supi a représenté le Brésil lors l'Olympiade d'échecs de 2018 marquant 6,5 points sur 10 au troisième échiquier.
Il fut demi-finaliste (3e-4e) du championnat du Brésil d'échecs en 2017-2018 et 2019-2020 (éliminé par Alexandr Fier à chaque fois),.
En juillet 2019, il marque 8 points sur 11 au championnat continental américain et finit sixième au départage (premier brésilien du tournoi).
En novembre 2021, Supi est devenu champion du Brésil (87e championnat du Brésil).